# 走到人生边上：自问自答
《走到人生边上：自问自答》，杨绛的代表性随笔集。

## 写作和出版
该随笔集在杨绛96岁时写作完成。

## 内容
杨绛在该随笔集里谈自己对于“人生、命运、生死、灵与肉、鬼与神”等根本问题的思考和看法。

## 主题和思想
杨绛用文学、哲学、伦理学谈了“神”和“鬼”的问题，“情欲”和“灵魂”的问题，“命运”和“人生”的问题等，也有考据学，则考证孔子最喜欢的弟子是子路而不是颜回，最厌恶的是宰予，因他不懂装懂、胡说八道。